# Яговкіно
Яго́вкіно (рос. Яговкино) — присілок у складі Слободського району Кіровської області, Росія. Входить до складу Ільїнського сільського поселення.
Населення становить 134 особи (2010, 130 у 2002).
Національний склад станом на 2002 рік — росіяни 90 %.